# 이타쿠라 시게노리

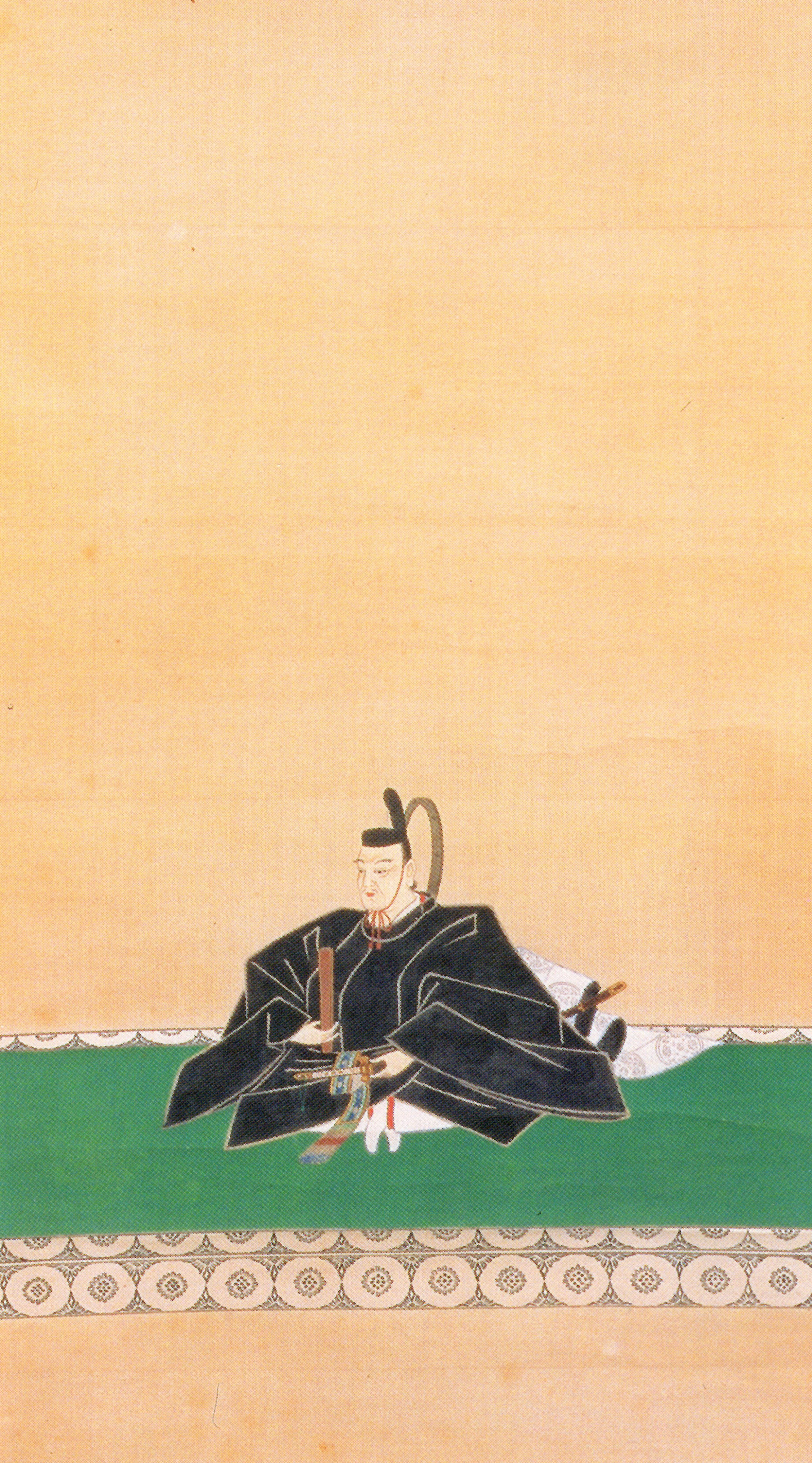
이타쿠라 시게노리

이타쿠라 시게노리(일본어: 板倉重矩, 1617년 11월 22일 ~ 1673년 7월 13일)는 에도 시대 전기의 다이묘이다. 미카와 후코즈 번 제2대 번주, 동국 나카지마 번주, 시모쓰케 가라스야마 번 초대 번주를 지냈다. 에도 막부에선 노중, 교토 쇼시다이를 맡았다. 시게마사류 이타쿠라가(重昌流板倉家) 제2대 당주.
| 전임 이타쿠라 시게마사 | 제2대 후코즈 번 번주 (이타쿠라가) 1639년 | 후임 폐번 |

|  | 미카와 나카지마 번 번주 (이타쿠라가) 1639년 ~ 1672년 | 후임 폐번 |

| 전임 호리 지카마사 | 제1대 가라스야마 번 번주 (이타쿠라가) 1672년 ~ 1673년 | 후임 이타쿠라 시게타네 |

| 전임 마키노 지카시게 | 제5대 교토 쇼시다이 1668년 ~ 1670년 | 후임 나가이 나오쓰네 |